# Югостицы
Югостицы — деревня в Скребловском сельском поселении Лужского района Ленинградской области.

## История
Впервые упоминается в писцовых книгах Шелонской пятины 1501 года, как село Югостицы у озера Череменца в Петровском погосте Новгородского уезда.
В 1802 году князь Александр Михайлович Белосельский-Белозерский, купил Югостицы у генерала Дмитрия Николаевича Неплюева. В имении площадью 25 десятин названном «Световид» был выстроен усадебный дом.
Село Югостицы, состоящее из 50 крестьянских дворов, обозначено на карте Санкт-Петербургской губернии Ф. Ф. Шуберта 1834 года,.

ЮГОСТИЦЫ — село принадлежит флигель-адъютанту полковнику князю Эксперу Белосельскому-Белозерскому, число жителей по ревизии: 201 м. п., 205 ж. п.

При нём деревянная без причта церковь во имя Пресвятой Богородицы (1838 год)

Село Югостицы отмечено на карте профессора С. С. Куторги 1852 года.

СВЕТОВИТ — деревня князей Белозерских-Белосельских, по просёлочной дороге, число дворов — 48, число душ — 176 м. п. (1856 год)

ЮГОСТИЦЫ СВАТОВИЦЫ — село владельческое при озере Череменецком, число дворов — 52, число жителей: 171 м. п., 171 ж. п.; Церквей православных две. (1862 год)

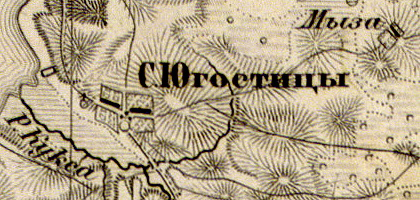
Село Югостицы на карте 1863 года

Согласно карте из «Исторического атласа Санкт-Петербургской Губернии» 1863 года в селе Югостицы находились две церкви.
В 1863 году временнообязанные крестьяне села Световид (Югостицы) выкупили свои земельные наделы у К. Э. Белосельского-Белозерского и стали собственниками земли.
Сборник Центрального статистического комитета описывал его так:

ЮГОСТИЦЫ — село бывшее владельческое при озере Череменецком, дворов — 62, жителей — 375; волостное правление, церковь православная, лавка. (1885 год)

В XIX веке деревня административно относилась ко 2-му стану Лужского уезда Санкт-Петербургской губернии, в начале XX века — к Югостицкой волости 5-го земского участка 4-го стана.
По данным «Памятной книжки Санкт-Петербургской губернии» за 1905 год село Югостицы образовывало Югостицкое сельское общество, в нём находилось волостное правление и жил полицейский урядник.
С 1917 по 1923 год деревня Югостицы входила в состав Югостицкого сельсовета Югостицкой волости Лужского уезда.
С 1923 года, в составе Передольской волости.

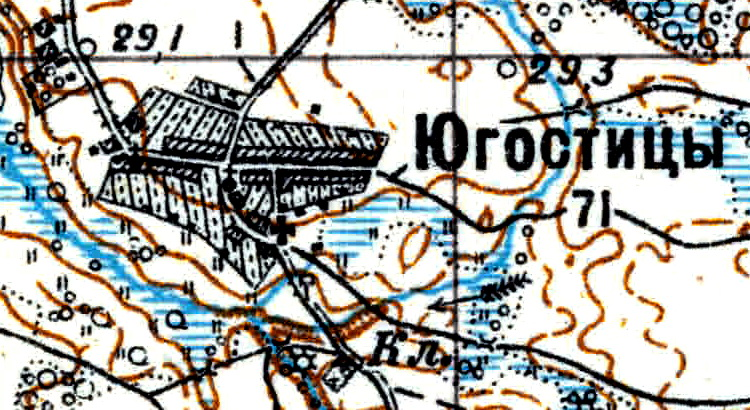
Деревня Югостицы на карте 1926 года

Согласно топографической карте 1926 года деревня насчитывала 71 двор, в центре деревни находилась часовня, на восточной окраине — церковь. К югу от деревни находились кладбище и водяная мельница.
С 1927 года, в составе Лужского района.
С 1928 года, в составе Наволокского сельсовета.
По данным 1933 года деревня Югостицы входила в состав Наволокского сельсовета Лужского района.
C 1 августа 1941 года по 31 января 1944 года деревня находилась в оккупации.
С 1950 года, в составе Бутковского сельсовета
В 1965 году население деревни Югостицы составляло 131 человек.
По данным 1966 года деревня Югостицы также входила в состав Бутковского сельсовета.
По данным 1973 и 1990 годов деревня Югостицы входила в состав Скребловского сельсовета.
По данным 1997 года в деревне Югостицы Скребловской волости проживали 44 человек, в 2002 году — 46 человек (русские — 94 %).
В 2007 году в деревне Югостицы Скребловского СП проживали 40 человек.

## География
Деревня расположена в южной части района на автодороге 41К-143 (Бор — Югостицы).
Расстояние до административного центра поселения — 9 км.
Расстояние до ближайшей железнодорожной станции Луга I — 25 км.
Деревня находится на южном берегу Череменецкого озера на правом берегу реки Кукса.

## Демография
| 1838 | 1862 | 1885 | 1965 | 1997 | 2007 | 2010 |
| ---- | ---- | ---- | ---- | ---- | ---- | ---- |
| 406  | ↘342 | ↗375 | ↘131 | ↘44  | ↘40  | ↘34  |
| 2017 |      |      |      |      |      |      |
| ↗50  |      |      |      |      |      |      |

## Достопримечательности
Каменная церковь во имя Покрова Пресвятой Богородицы, постройки 1855 года.

## Фото

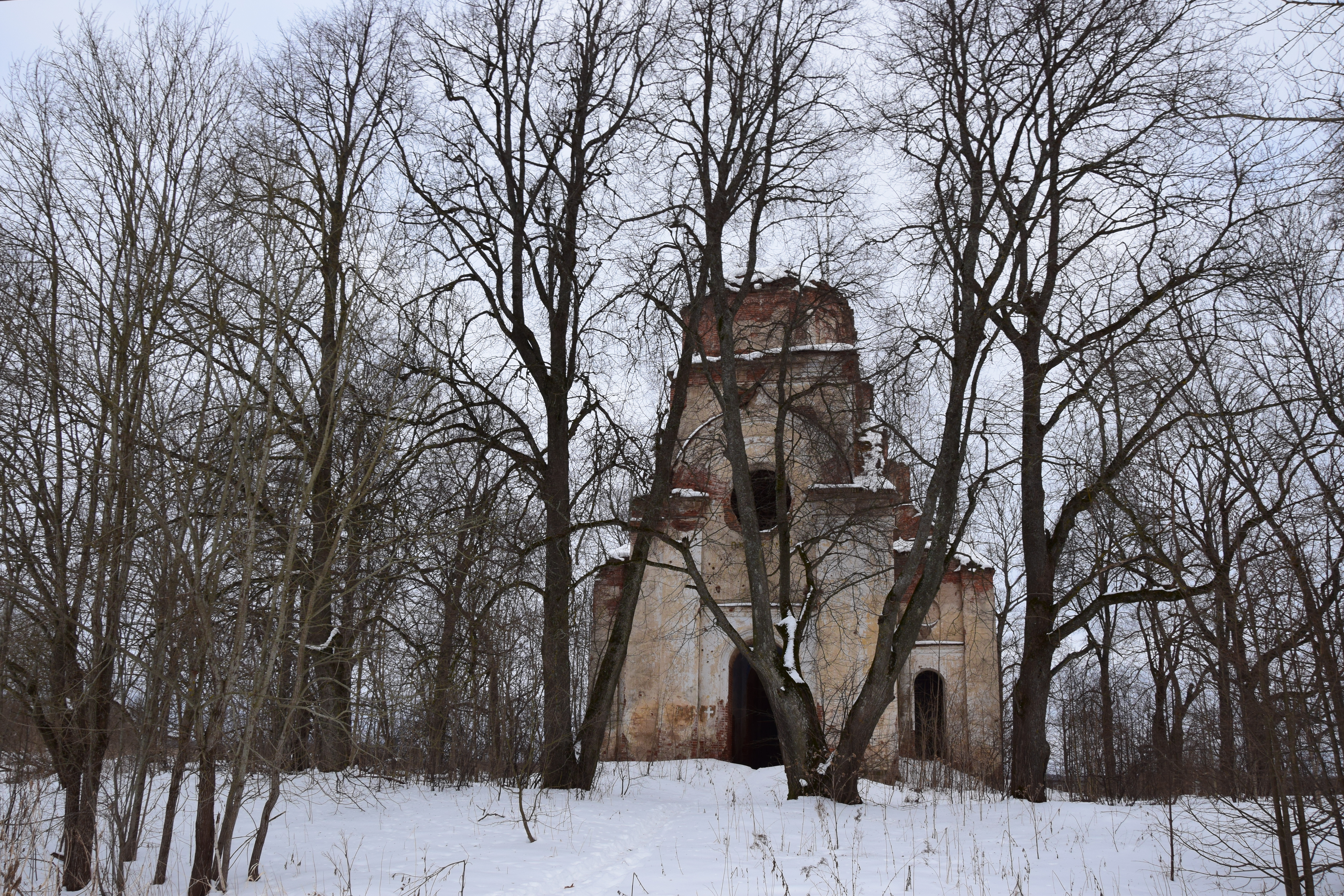
Руины Покровской церкви в Югостицах

## Улицы
1-я Приозёрная, 2-я Приозёрная, Дачный переулок, Луговая, Парковый переулок, Парковый 1 переулок, Парковый 2 переулок, Полевая, Речная, Родниковая, Садовый переулок, Сиреневая, Центральная, Яблоневая.

## Садоводства
Югостицы, Аленький Цветочек.